# Tour of Vietnam 2012
Die 1. Tour of Vietnam fand vom 17. bis zum 22. Dezember 2012 im Süden von Vietnam rund um die Ho-Chi-Minh-Stadt und Cần Thơ auf flachem Terrain statt, weswegen keine Bergwertung ausgefahren wurde. Das Rennen gehörte zur UCI Asia Tour 2013, wo es in die Kategorie 2.2 eingestuft war. Damit erhielten die ersten acht Fahrer der Gesamtwertung und die ersten drei jeder Etappe sowie der Träger des Gelben Trikots des Gesamtführenden nach jeder Etappe Punkte für die Asia-Rangliste. Die Tour of Vietnam war das erste internationale Radrennen in diesem Land in der Geschichte des Radsports. Nach den fünf regulären Etappen fand in Ho-Chi-Minh-Stadt zum Abschluss am 22. Dezember noch ein Kriterium statt, dass aber nicht zur Gesamtwertung zählte.
Gesamtsieger des Etappenrennens wurde En Huang (MAX Success Sports). Er siegte mit nur zwei Sekunden Vorsprung auf den zweitplatzierten Vietnamesen Hưng Mai Nguyễn von Eximbank. Dieser konnte durch seinen Erfolg auf der zweiten Etappe den ersten Sieg eines Vietnamesen in einem internationalen Radrennen überhaupt einfahren. Das Podium wurde komplettiert vom Iraner Mohamad Rajablou (Ayandeh Iran). Der Deutsche Timo Scholz (CCN Cycling Team) erreichte den siebten Gesamtrang.

## Teilnehmer
Am Start standen einheimische vietnamesische Mannschaften sowie ausländische Teams, unter anderem aus Brunei, Kasachstan und Malaysia. Vier Continental Teams besuchten die Rundfahrt. Einziger deutschsprachiger Teilnehmer war Timo Scholz vom CCN Cycling Team. Bei der einheimischen Mannschaft ADC-THVL startete der französische Profi Loïc Desriac – sonst bei Roubaix Lille Métropole unter Vertrag – zusammen mit seinem Bruder Gael.
| Continental Teams 0 Continental Team Astana CCN Cycling Team MAX Success Sports Terengganu Cycling Team | Nationalmannschaften 0 Hongkong Iran Malaysia Monaco Usbekistan | Sonstige Teams aus dem Ausland 0 7 Eleven PB Roadbike Philippines CCN-Mongolia Eujieongbu City Traveller USA | Regionale Teams aus Vietnam ADC-THVL BVTV An Giang BVTV Saigon Auswahl Can Tho Duoc Domesco Dong Thap Eximbank Ho-Chi-Minh-City Auswahl Hanoi Quan Khu 7 |

## Etappen
| Etappe | Tag          | Start–Ziel                  | km  | Typ         | Etappensieger      | Gesamtführender |
| ------ | ------------ | --------------------------- | --- | ----------- | ------------------ | --------------- |
| 1.     | 17. Dezember | Ho-Chi-Minh-Stadt – Cần Thơ | 161 | Flachetappe | Ki Ho Choi         | Ki Ho Choi      |
| 2.     | 18. Dezember | Cần Thơ – Cần Thơ           | 215 | Flachetappe | Hưng Mai Nguyễn    | Hưng Mai Nguyễn |
| 3.     | 19. Dezember | Cần Thơ – Cần Thơ           | 124 | Flachetappe | Mohd Harrif Salleh | En Huang        |
| 4.     | 20. Dezember | Long Xuyên – Cần Thơ        | 175 | Flachetappe | Dias Omiazakov     | En Huang        |
| 5.     | 21. Dezember | Cần Thơ – Ho-Chi-Minh-Stadt | 160 | Flachetappe | Mohd Harrif Salleh | En Huang        |